# Jacob Neestrup
Jacob Neestrup Hansen (ur. 8 marca 1988 w Kopenhadze) – duński trener piłkarski, wcześniej również piłkarz.

## Kariera piłkarska
W 2007 został przesunięty do pierwszej drużyny FC København. Grał w niej przez dwa sezony, po których przeszedł do Stavanger IF. W 2010 został zawodnikiem Fimleikafélag Hafnarfjarðar. Jego pobyt w tym klubie nie był udany z powodu licznych kontuzji oraz wypadku samochodowego. W styczniu 2011 przeszedł do Fremad Amager. Latem tego samego roku zakończył karierę piłkarską.
W 2007 wystąpił w dwóch spotkaniach reprezentacji Danii do lat 20.

## Kariera trenerska
W latach 2013–2018 trenował młodzieżowe drużyny FC København. W 2016 doprowadził drużynę do lat 17 do mistrzostwa Danii w tej kategorii wiekowej. W 2018 został asystentem Ståle Solbakkena w pierwszym zespole klubu z Kopenhagi. Rok później przeszedł do Viborg FF, gdzie został pierwszym trenerem. 22 grudnia 2020 ogłoszono, że Neestrup od nowego roku powróci do pełnienia funkcji asystenta trenera FC København, pozostawiając Viborg na pierwszym miejscu w drugiej lidze duńskiej. We wrześniu 2022 po zwolnieniu Jessa Thorupa został szkoleniowcem zespołu z Kopenhagi. W sezonie 2022/23 wywalczył mistrzostwo oraz puchar Danii. W następnym sezonie doprowadził klub do 1/8 finału Ligi Mistrzów. W sezonie 2024/25 ponownie zdobył mistrzostwo oraz puchar kraju.

## Statystyki
Trenerskie
Stan na 1 czerwca 2025
| Zespół       | Od               | Do              | Statystyka | Statystyka | Statystyka | Statystyka | Statystyka |
| Zespół       | Od               | Do              | M          | W          | R          | P          | % W        |
| ------------ | ---------------- | --------------- | ---------- | ---------- | ---------- | ---------- | ---------- |
| Viborg FF    | 1 lipca 2019     | 31 grudnia 2020 | 52         | 30         | 13         | 9          | 57,69      |
| FC København | 20 września 2022 | obecnie         | 138        | 76         | 31         | 31         | 55,07      |
| Łącznie      | Łącznie          | Łącznie         | 190        | 106        | 44         | 40         | 55,79      |

## Sukcesy
Trenerskie
FC København
- Mistrzostwo Danii: 2022/2023, 2024/2025
- Puchar Danii: 2022/2023, 2024/2025

Indywidualne
- Trener roku w Danii: 2023[14]